# Кливленд Бэронс (1937–1973)
«Кливленд Бэронс» (англ. Cleveland Barons) — профессиональная хоккейная команда из города Кливленд, штат Огайо, США, выступавшая в Американской хоккейной лиге с 1937 по 1973 год. За это время команда выиграла девять Кубков Колдера, что являлось рекордом лиги до 2009 года, пока «Херши Беарз» не выиграли свой 10-й Кубок Колдера. В 1973 году команда переехала в Джэксонвилл, штат Флорида, где была известна как «Джэксонвилл Бэронс»; команда просуществовала только в течение сезона 1973-74, после чего распалась.